# سكوت سبنسر (كاتب)
سكوت سبنسر (بالإنجليزية: Scott Spencer)‏‏ (1 سبتمبر 1945 في واشنطن - ) روائي، وصحفي، وكاتب من الولايات المتحدة.

## الجوائز
- زمالة غوغنهايم

## روابط خارجية
- سكوت سبنسر على موقع IMDb (الإنجليزية)
- سكوت سبنسر على موقع ميوزك برينز (الإنجليزية)
- سكوت سبنسر على موقع قاعدة بيانات الفيلم (الإنجليزية)